# باولا تشافيس
باولا تشافيس (بالإسبانية: Paula Chaves)‏ هي مقدمة تلفزيونية وعارضة وممثلة أرجنتينية، ولدت في 6 سبتمبر 1984 في لوبوس في الأرجنتين.

## وصلات خارجية
- باولا تشافيس على موقع IMDb (الإنجليزية)